# Нелинейное уравнение Шрёдингера
Нелине́йное, или куби́ческое, уравне́ние Шрёдингера (НУШ) — нелинейное уравнение в частных производных второго порядка, играющее важную роль в теории нелинейных волн, в частности, в нелинейной оптике и физике плазмы. 
Уравнение имеет вид:
{\displaystyle i{\frac {\partial u}{\partial t}}+{\frac {\partial ^{2}u}{\partial x^{2}}}+\nu |u|^{2}u=0}
где {\displaystyle u(x,t)} — комплекснозначная функция.

## Значение в физике
Нелинейное уравнение Шрёдингера описывает огибающую волнового пакета в среде с дисперсией и кубической нелинейностью. Подобная ситуация встречается, например, при распространении электромагнитных волн в плазме: с одной стороны, плазма является диспергирующей средой; с другой стороны, при достаточно высоких амплитудах волны проявляется пондеромоторная нелинейность, которая в некоторых случаях может быть аппроксимирована кубическим членом. Другим примером является распространение света в нелинейных кристаллах с дисперсией: во многих случаях квадратичная нелинейность мала или тождественно равна нулю в силу центральной симметрии кристаллической решётки, поэтому учитывается только кубический член.

## Решения
Для нелинейного уравнения Шрёдингера найдено большое количество точных решений, представляющих собой стационарные нелинейные волны.
В частности, решениями являются функции вида
{\displaystyle u(x,t)=\exp \left\{irx-ist\right\}v(x-Ut)}
где r, s, U — постоянные, связанные соотношениями:
{\displaystyle r={\frac {U}{2}}\qquad s={\frac {U^{2}}{4}}-\alpha }
а функция {\displaystyle v(q)} удовлетворяет обыкновенному дифференциальному уравнению вида
{\displaystyle {\frac {d^{2}v}{dq^{2}}}-\alpha v+\nu v^{3}=0},
где {\displaystyle \alpha =r^{2}-s}. Периодические решения этого уравнения имеют форму кноидальных волн. Кроме того, имеется локализованное решение солитонного типа:
{\displaystyle v={\frac {\sqrt {2\alpha /\nu }}{\operatorname {ch} \left[{\sqrt {\alpha }}\left(x-Ut\right)\right]}}}
Таким образом, параметр {\displaystyle \alpha } определяет амплитуду волн, а параметр U — их скорость. Интересно, что солитонные решения для нелинейного уравнения качественно совпадает с солитонными решениями для другого важного нелинейного уравнения — уравнения Кортевега — де Фриза (КдФ), однако отличается, во-первых, тем, что амплитуда и скорость солитонов в НУШ независимы, а в КдФ связаны между собой, а во-вторых, тем, что в НУШ локализованные решения — это солитоны огибающих, а в КдФ — истинные солитоны.
Солитонные решения обладают особым значением, поскольку при {\displaystyle \nu >0} стационарные решения нелинейного уравнения Шрёдингера неустойчивы и распадаются на множество солитонов. При заданном произвольном начальном распределении функции {\displaystyle u(x,t)} решение может быть найдено методом обратной задачи рассеяния.

## Интегралы
Нелинейное уравнение Шрёдингера вполне интегрируемо и обладает неограниченным набором  интегралов движения. Примерами могут служить следующие интегралы:
{\displaystyle I_{1}=\int |u|^{2}dx}
{\displaystyle I_{2}=\int {\frac {i}{2}}\left({\overline {u}}{\frac {\partial u}{\partial x}}-u{\frac {\partial {\overline {u}}}{\partial x}}\right)dx}
{\displaystyle I_{3}=\int \left(\left|{\frac {\partial u}{\partial x}}\right|^{2}+\kappa |u|^{4}\right)dx}
где верхняя черта означает взятие комплексного сопряжения.